# Llista d'edificacions protegides de Sant Feliu de Guíxols
Llista d'edificacions incloses en el catàleg de béns a protegir del Pla d'ordenació urbanística municipal de Sant Feliu de Guíxols. Inclou edificis i elements d'interès arquitectònic, històric i artístic classificats en cinc nivells de protecció:
- Nivell A: bé cultural d'interès nacional
- Nivell B: bé cultural d'interès local
- Nivell C: edifici d'interès
- Nivell D: edifici amb elements d'interès
- Nivell E: element d'interès en si mateix

| Monument                                  | Protecció     | Estil/època                                                 | Localització                                                              | Coordenades                                          | Codi?         | Imatge |
| ----------------------------------------- | ------------- | ----------------------------------------------------------- | ------------------------------------------------------------------------- | ---------------------------------------------------- | ------------- | --- |
| Glorieta del Xalet de Can Rius            | Nivell E E001 | 1919                                                        | Sant Feliu de Guíxols Av. Sant Elm                                        | 41° 46′ 39″ N, 3° 01′ 41″ E / 41.777571°N,3.028093°E | 17160/E001    | Carregueu una nova foto d'aquest monument                                                                                               |
| Mirador del Xalet de Can Rius             | Nivell E E002 | 1919                                                        | Sant Feliu de Guíxols Av. Sant Elm (enderrocat)                           | 41° 46′ 39″ N, 3° 01′ 38″ E / 41.777476°N,3.027301°E | 17160/E002    | Carregueu una nova foto d'aquest monument                                                                                               |
| Capella de Sant Elm                       | Nivell B E003 | Barroc, obra popular XVIII                                  | Sant Feliu de Guíxols Promontori de Sant Elm                              | 41° 46′ 29″ N, 3° 01′ 39″ E / 41.774656°N,3.02742°E  | IPA-7329      | Capella de Sant Elm (Sant Feliu de Guíxols) · Vegeu més fotos d'aquest monument · Carregueu una nova foto d'aquest monument             |
| Safareigs públics                         | Nivell C E004 | 1906-1908                                                   | Sant Feliu de Guíxols Baixada del Puig, 22                                | 41° 47′ 03″ N, 3° 01′ 38″ E / 41.784192°N,3.027324°E | 17160/E-004   | Carregueu una nova foto d'aquest monument                                                                                               |
| Casa Blasco                               | Nivell C E005 | 1906-1908                                                   | Sant Feliu de Guíxols Abadia, 2                                           | 41° 46′ 48″ N, 3° 01′ 34″ E / 41.779985°N,3.026031°E | 17160/E005    | Casa Blasco (Sant Feliu de Guíxols) · Carregueu una nova foto d'aquest monument                                                         |
| Cal Trafí o Casa Irla                     | Nivell D E008 | XIX                                                         | Sant Feliu de Guíxols C. Algavira, 65                                     | 41° 47′ 03″ N, 3° 01′ 48″ E / 41.784280°N,3.030054°E | 17160/E008    | Carregueu una nova foto d'aquest monument                                                                                               |
| Casa Cases                                | Nivell B E011 | Noucentisme Rafael Masó i Valentí XX (1916)                 | Sant Feliu de Guíxols C. Arquitecte Rafael Masó - c. Octavi Viader        | 41° 47′ 26″ N, 3° 02′ 32″ E / 41.790428°N,3.042205°E | IPA-7334      | Casa Cases (Sant Feliu de Guíxols) · Vegeu més fotos d'aquest monument · Carregueu una nova foto d'aquest monument                      |
| Casa Cúbias                               | Nivell C E012 | 1870                                                        | Sant Feliu de Guíxols C. Bourg de Péage, 1-3                              | 41° 47′ 03″ N, 3° 02′ 02″ E / 41.78412°N,3.034010°E  | 17160/E012    | Carregueu una nova foto d'aquest monument                                                                                               |
| Casa Girbau                               | Nivell C E013 | Eclecticisme XIX                                            | Sant Feliu de Guíxols C. Antoni de Capmany, 5-7                           | 41° 46′ 53″ N, 3° 01′ 38″ E / 41.781449°N,3.027203°E | IPA-7347      | Casa Girbau (Sant Feliu de Guíxols) · Vegeu més fotos d'aquest monument · Carregueu una nova foto d'aquest monument                     |
| Casa entre mitgeres                       | Nivell D E014 |                                                             | Sant Feliu de Guíxols C. Capmany, 9-13                                    | 41° 46′ 54″ N, 3° 01′ 37″ E / 41.781533°N,3.027046°E | 17160/E014    | Casa al carrer Capmany, 9-13 (Sant Feliu de Guíxols) · Carregueu una nova foto d'aquest monument                                        |
| Casa Lloret                               | Nivell B E016 | Modernisme Martí Sureda i Vila XX (1909)                    | Sant Feliu de Guíxols C. Antoni de Capmany, 31                            | 41° 46′ 55″ N, 3° 01′ 34″ E / 41.781841°N,3.026168°E | IPA-7349      | Casa Lloret (Sant Feliu de Guíxols) · Vegeu més fotos d'aquest monument · Carregueu una nova foto d'aquest monument                     |
| Cases Pecher                              | Nivell B E017 | Eclecticisme Pere Pascual i Baguer XX                       | Sant Feliu de Guíxols C. Antoni de Capmany, 78-80                         | 41° 46′ 57″ N, 3° 01′ 29″ E / 41.782616°N,3.024610°E | IPA-7320      | Cases Pecher (Sant Feliu de Guíxols) · Vegeu més fotos d'aquest monument · Carregueu una nova foto d'aquest monument                    |
| Cementiri de Sant Feliu de Guíxols        | Nivell B E018 | Neoclassicisme, historicisme XIX                            | Sant Feliu de Guíxols Ronda dels Màrtirs                                  | 41° 46′ 46″ N, 3° 01′ 09″ E / 41.779530°N,3.019188°E | IPA-7324      | Cementiri de Sant Feliu de Guíxols · Vegeu més fotos d'aquest monument · Carregueu una nova foto d'aquest monument                      |
| Font pública del carrer de la Creu        | Nivell E E023 |                                                             | Sant Feliu de Guíxols C. de la Creu, 91                                   | 41° 47′ 03″ N, 3° 01′ 47″ E / 41.784117°N,3.029716°E | 17160/E023    | Carregueu una nova foto d'aquest monument                                                                                               |
| Casa Arxer                                | Nivell C E032 | 1905                                                        | Sant Feliu de Guíxols C. de Girona, 2                                     | 41° 46′ 56″ N, 3° 01′ 53″ E / 41.782303°N,3.031497°E | 17160/E032    | Carregueu una nova foto d'aquest monument                                                                                               |
| Hospital Municipal                        | Nivell B E035 | Neoclassicisme XVIII-XIX                                    | Sant Feliu de Guíxols C. Hospital, 25-35                                  | 41° 46′ 55″ N, 3° 01′ 39″ E / 41.781832°N,3.027606°E | IPA-7313      | Hospital Municipal (Sant Feliu de Guíxols) · Vegeu més fotos d'aquest monument · Carregueu una nova foto d'aquest monument              |
| Casa Marquesa                             | Nivell B E036 | XVII                                                        | Sant Feliu de Guíxols C. Joan Goula, 10-12                                | 41° 46′ 51″ N, 3° 01′ 42″ E / 41.780847°N,3.028219°E | IPA-41095     | Casa Marquesa (Sant Feliu de Guíxols) · Carregueu una nova foto d'aquest monument                                                       |
| Casa Dawson                               | Nivell C E043 | 1941                                                        | Sant Feliu de Guíxols C. Juli Garreta, 33                                 | 41° 46′ 48″ N, 3° 01′ 40″ E / 41.780129°N,3.027655°E | 17160/E043    | Casa Dawson (Sant Feliu de Guíxols) · Carregueu una nova foto d'aquest monument                                                         |
| Edifici de La Caixa                       | Nivell B E048 | Noucentisme Rafael Masó i Valentí XX (1924)                 | Sant Feliu de Guíxols Rambla Antoni Vidal, 20 - c. Major, 2               | 41° 46′ 53″ N, 3° 01′ 47″ E / 41.781334°N,3.029859°E | IPA-7304      | Edifici de La Caixa (Sant Feliu de Guíxols) · Vegeu més fotos d'aquest monument · Carregueu una nova foto d'aquest monument             |
| Farmàcia Ruscalleda                       | Nivell C E057 | Modernisme General Guitart i Lostló XX (1909)               | Sant Feliu de Guíxols C. Major, 33 - Creu, 19                             | 41° 46′ 55″ N, 3° 01′ 51″ E / 41.782066°N,3.030858°E | IPA-7335      | Farmàcia Ruscalleda (Sant Feliu de Guíxols) · Vegeu més fotos d'aquest monument · Carregueu una nova foto d'aquest monument             |
| Casa Llonch                               | Nivell C E061 | 1912                                                        | Sant Feliu de Guíxols C. del Mall, 6                                      | 41° 46′ 56″ N, 3° 01′ 40″ E / 41.782124°N,3.02783°E  | 17160/E061    | Carregueu una nova foto d'aquest monument                                                                                               |
| Casa Maruny                               | Nivell B E062 | Modernisme XX                                               | Sant Feliu de Guíxols C. del Mall, 17                                     | 41° 46′ 56″ N, 3° 01′ 37″ E / 41.782269°N,3.027083°E | IPA-7318      | Casa Maruny (Sant Feliu de Guíxols) · Vegeu més fotos d'aquest monument · Carregueu una nova foto d'aquest monument                     |
| Casa Burgell                              | Nivell C E063 | 1840                                                        | Sant Feliu de Guíxols C. del Mall, 31                                     | 41° 46′ 57″ N, 3° 01′ 35″ E / 41.782556°N,3.026433°E | 17160/E063    | Casa Burgell (Sant Feliu de Guíxols) · Carregueu una nova foto d'aquest monument                                                        |
| Cases Pujol                               | Nivell C E068 |                                                             | Sant Feliu de Guíxols C. Joan Maragall, 21-23                             | 41° 46′ 58″ N, 3° 01′ 53″ E / 41.782758°N,3.031511°E | 17160/E068    | Carregueu una nova foto d'aquest monument                                                                                               |
| Can Viader                                | Nivell C E069 | Modernisme Pere Pascual i Baguer XX (1902)                  | Sant Feliu de Guíxols Rambla Antoni Vidal, 43                             | 41° 46′ 55″ N, 3° 01′ 44″ E / 41.781915°N,3.028848°E | IPA-7319      | Can Viader (Sant Feliu de Guíxols) · Vegeu més fotos d'aquest monument · Carregueu una nova foto d'aquest monument                      |
| Casa entre mitgeres o Casa Gaziel         | Nivell C E070 | 1883                                                        | Sant Feliu de Guíxols C. Joan Maragall, 30                                | 41° 46′ 58″ N, 3° 01′ 55″ E / 41.782905°N,3.031904°E | 17160/E070    | Carregueu una nova foto d'aquest monument                                                                                               |
| Casa Cruañas                              | Nivell C E074 |                                                             | Sant Feliu de Guíxols C. Joan Maragall, 38                                | 41° 46′ 59″ N, 3° 01′ 56″ E / 41.783043°N,3.032142°E | 17160/E074    | Carregueu una nova foto d'aquest monument                                                                                               |
| Muralla de Sant Feliu                     | Nivell E E081 | Obra popular XIV-XVII                                       | Sant Feliu de Guíxols Restes en el c. Notaria, 5                          | 41° 46′ 51″ N, 3° 01′ 39″ E / 41.780881°N,3.027377°E | IPA-37601     | Muralla de Sant Feliu (Sant Feliu de Guíxols) · Carregueu una nova foto d'aquest monument                                               |
| Llinda de pedra                           | Nivell E E083 | 1799                                                        | Sant Feliu de Guíxols C. Nou del Garrofer, 16                             | 41° 47′ 00″ N, 3° 01′ 38″ E / 41.783270°N,3.027315°E | 17160/E083    | Carregueu una nova foto d'aquest monument                                                                                               |
| Casa Albertí                              | Nivell C E084 | 1912                                                        | Sant Feliu de Guíxols C. Penitència, 10                                   | 41° 46′ 57″ N, 3° 01′ 44″ E / 41.782404°N,3.028901°E | 17160/E084    | Carregueu una nova foto d'aquest monument                                                                                               |
| Casa Sala                                 | Nivell C E088 | 1904                                                        | Sant Feliu de Guíxols C. Penitència, 19                                   | 41° 46′ 58″ N, 3° 01′ 43″ E / 41.782659°N,3.028586°E | 17160/E088    | Carregueu una nova foto d'aquest monument                                                                                               |
| Casa entre mitgeres                       | Nivell C E099 | 1878                                                        | Sant Feliu de Guíxols C. de la Rutlla, 20                                 | 41° 46′ 56″ N, 3° 01′ 48″ E / 41.782305°N,3.029876°E | 17160/E099    | Carregueu una nova foto d'aquest monument                                                                                               |
| Casa entre mitgeres                       | Nivell C E106 |                                                             | Sant Feliu de Guíxols C. Sant Domènec, 29                                 | 41° 46′ 55″ N, 3° 01′ 48″ E / 41.781967°N,3.030123°E | 17160/E106    | Carregueu una nova foto d'aquest monument                                                                                               |
| Casa en cantonada                         | Nivell C E129 | 1946                                                        | Sant Feliu de Guíxols C. Santa Llúcia, 54-60                              | 41° 47′ 07″ N, 3° 01′ 37″ E / 41.785157°N,3.026937°E | 17160/E129    | Carregueu una nova foto d'aquest monument                                                                                               |
| Magatzem La Suberina                      | Nivell C E130 | Noucentisme Joan Bordàs i Salellas XX (1929)                | Sant Feliu de Guíxols C. Santa Magdalena, 11-13                           | 41° 47′ 00″ N, 3° 01′ 24″ E / 41.783210°N,3.023279°E | IPA-7346      | Magatzem La Suberina (Sant Feliu de Guíxols) · Vegeu més fotos d'aquest monument · Carregueu una nova foto d'aquest monument            |
| Columnes de Can Burgell                   | Nivell E E131 |                                                             | Sant Feliu de Guíxols C. Santa Teresa, cantonada amb c. de les Eres       | 41° 47′ 04″ N, 3° 01′ 53″ E / 41.78454°N,3.031359°E  | 17160/E131    | Carregueu una nova foto d'aquest monument                                                                                               |
| Estació de ferrocarril                    | Nivell B E132 | XIX (1892)                                                  | Sant Feliu de Guíxols C. Santa Teresa, 49                                 | 41° 47′ 08″ N, 3° 01′ 57″ E / 41.785444°N,3.032554°E | IPA-7323      | Estació de ferrocarril (Sant Feliu de Guíxols) · Vegeu més fotos d'aquest monument · Carregueu una nova foto d'aquest monument          |
| Molí de les Eres                          | Nivell E E133 |                                                             | Sant Feliu de Guíxols Pl. de les Eres, s/n                                | 41° 47′ 06″ N, 3° 01′ 54″ E / 41.784897°N,3.031543°E | 17160/E133    | Carregueu una nova foto d'aquest monument                                                                                               |
| Can Patxeres                              | Nivell C E134 | 1903                                                        | Sant Feliu de Guíxols C. del Sol, 42-46                                   | 41° 47′ 03″ N, 3° 01′ 44″ E / 41.784245°N,3.028878°E | 17160/E134    | Carregueu una nova foto d'aquest monument                                                                                               |
| Xalet de Can Rius                         | Nivell C E136 | Neoclassicisme 1908                                         | Sant Feliu de Guíxols Trav. del Raig, 5                                   | 41° 46′ 42″ N, 3° 01′ 40″ E / 41.778384°N,3.027721°E | 17160/E136    | Carregueu una nova foto d'aquest monument                                                                                               |
| Molí de vent                              | Nivell E E137 | 1908                                                        | Sant Feliu de Guíxols                                                     | 41° 47′ 16″ N, 3° 02′ 26″ E / 41.787888°N,3.040484°E | 17160/E137    | Carregueu una nova foto d'aquest monument                                                                                               |
| Cal Pitxo                                 | Nivell C E138 | S. XIX                                                      | Sant Feliu de Guíxols Camí de Sant Amanç, 64-78                           | 41° 47′ 11″ N, 3° 01′ 08″ E / 41.786487°N,3.018845°E | 17160/E138    | Carregueu una nova foto d'aquest monument                                                                                               |
| Capella de Sant Amanç                     | Nivell B E139 | Barroc XVII                                                 | Sant Feliu de Guíxols Sant Amanç                                          | 41° 47′ 16″ N, 3° 00′ 54″ E / 41.787674°N,3.015094°E | IPA-7330      | Carregueu una nova foto d'aquest monument                                                                                               |
| Casa Rovira                               | Nivell C E140 | S. XVII                                                     | Sant Feliu de Guíxols Camí de Sant Amanç, 106                             |                                                      | 17160/E140    | Carregueu una nova foto d'aquest monument                                                                                               |
| Casa Menció                               | Nivell C E144 |                                                             | Sant Feliu de Guíxols Ctra. de Girona, 39                                 | 41° 47′ 01″ N, 3° 01′ 35″ E / 41.783732°N,3.026386°E | 17160/E144    | Casa Menció (Sant Feliu de Guíxols) · Carregueu una nova foto d'aquest monument                                                         |
| Cafè Mercurio o Cafè d'en Lorenzo         | Nivell C E145 | 1904                                                        | Sant Feliu de Guíxols Ctra. de Girona, 45-47                              | 41° 47′ 02″ N, 3° 01′ 34″ E / 41.783948°N,3.026246°E | 17160/E145    | Cafè Mercurio (Sant Feliu de Guíxols) · Carregueu una nova foto d'aquest monument                                                       |
| Casa Ferrer                               | Nivell C E146 |                                                             | Sant Feliu de Guíxols Ctra. de Girona, 62-64                              | 41° 47′ 04″ N, 3° 01′ 34″ E / 41.78437°N,3.026142°E  | 17160/E146    | Carregueu una nova foto d'aquest monument                                                                                               |
| Casa Mainegre                             | Nivell B E147 | Modernisme General Guitart i Lostaló XIX (1898)             | Sant Feliu de Guíxols Ctra. de Palamós, 178 - Trafalgar, 155-157          | 41° 47′ 09″ N, 3° 02′ 24″ E / 41.785823°N,3.039992°E | IPA-41096     | Casa Mainegre (Sant Feliu de Guíxols) · Carregueu una nova foto d'aquest monument                                                       |
| Xemeneia de Can Bonet                     | Nivell E E148 |                                                             | Sant Feliu de Guíxols Ctra. de Palamós, 266                               | 41° 47′ 18″ N, 3° 02′ 30″ E / 41.788393°N,3.041775°E | 17160/E148    | Carregueu una nova foto d'aquest monument                                                                                               |
| Antic Escorxador Municipal                | Nivell C E149 |                                                             | Sant Feliu de Guíxols Ctra. de Palamós, 266                               | 41° 47′ 20″ N, 3° 02′ 29″ E / 41.788983°N,3.041333°E | 17160/E149    | Antic Escorxador Municipal (Sant Feliu de Guíxols) · Carregueu una nova foto d'aquest monument                                          |
| Sínia de l'Horta d'en Palahí              | Nivell E E153 |                                                             | Sant Feliu de Guíxols Horta d'en Palahí (al costat del c. dels Enamorats) | 41° 46′ 54″ N, 3° 01′ 26″ E / 41.781538°N,3.023823°E | 17160/E153    | Carregueu una nova foto d'aquest monument                                                                                               |
| Monument a Juli Garreta                   | Nivell E E154 | Noucentisme Enric Monjo Garriga XX (1932)                   | Sant Feliu de Guíxols Jardins de Juli Garreta                             | 41° 46′ 52″ N, 3° 01′ 57″ E / 41.781205°N,3.032396°E | IPA-7315      | Monument a Juli Garreta (Sant Feliu de Guíxols) · Vegeu més fotos d'aquest monument · Carregueu una nova foto d'aquest monument         |
| Banc del Passeig de Mar                   | Nivell E E158 |                                                             | Sant Feliu de Guíxols Pg. del Mar, a l'alçada del núm. 22                 | 41° 46′ 50″ N, 3° 01′ 48″ E / 41.780531°N,3.030094°E | 17160/E158    | Carregueu una nova foto d'aquest monument                                                                                               |
| Casa Vidal                                | Nivell C E159 |                                                             | Sant Feliu de Guíxols Passeig del Mar, 17-18                              | 41° 46′ 49″ N, 3° 01′ 48″ E / 41.780311°N,3.030017°E | 17160/E159    | Carregueu una nova foto d'aquest monument                                                                                               |
| Casa Ribot                                | Nivell C E160 | 1904                                                        | Sant Feliu de Guíxols Passeig del Mar, 19-20                              | 41° 46′ 50″ N, 3° 01′ 48″ E / 41.78059°N,3.029918°E  | 17160/E160    | Carregueu una nova foto d'aquest monument                                                                                               |
| Casa Sibils                               | Nivell C E161 | 1892                                                        | Sant Feliu de Guíxols Passeig del Mar, 21                                 | 41° 46′ 50″ N, 3° 01′ 48″ E / 41.780594°N,3.029925°E | 17160/E161    | Carregueu una nova foto d'aquest monument                                                                                               |
| Casa Patxot                               | Nivell B E163 | Noucentisme Albert Juan Torner XX (1920)                    | Sant Feliu de Guíxols Pg. del Mar, 40-41 - rbla. Portalet, 1              | 41° 46′ 54″ N, 3° 01′ 54″ E / 41.781741°N,3.031641°E | IPA-7305      | Casa Patxot (Sant Feliu de Guíxols) · Vegeu més fotos d'aquest monument · Carregueu una nova foto d'aquest monument                     |
| Taverna del Mar                           | Nivell C E164 | XX Inici                                                    | Sant Feliu de Guíxols Platja de Sant Pol                                  | 41° 47′ 28″ N, 3° 03′ 08″ E / 41.790981°N,3.052322°E | IPA-6997      | Taverna del Mar (Sant Feliu de Guíxols) · Vegeu més fotos d'aquest monument · Carregueu una nova foto d'aquest monument                 |
| Casa Estrada, o Torre de les Punxes       | Nivell B E165 | Modernisme XIX-XX (1890-1912)                               | Sant Feliu de Guíxols Pg. Sant Pol, 55                                    | 41° 47′ 21″ N, 3° 02′ 44″ E / 41.789034°N,3.045621°E | IPA-7340      | Casa Estrada (Sant Feliu de Guíxols) · Vegeu més fotos d'aquest monument · Carregueu una nova foto d'aquest monument                    |
| Casa Domènec Girbau, o Casa dels Barquets | Nivell B E166 | Modernisme, noucentisme Josep Goday i Casals XX (1910)      | Sant Feliu de Guíxols Pg. de Sant Pol, 75-87                              | 41° 47′ 24″ N, 3° 02′ 43″ E / 41.789952°N,3.045322°E | IPA-7338      | Casa Domènec Girbau (Sant Feliu de Guíxols) · Vegeu més fotos d'aquest monument · Carregueu una nova foto d'aquest monument             |
| Casa Girbau Estrada                       | Nivell C E167 | Modernisme, noucentisme Josep Goday Casals XX (1910)        | Sant Feliu de Guíxols Pg. de Sant Pol, 81-87                              | 41° 47′ 23″ N, 3° 02′ 46″ E / 41.789670°N,3.046232°E | IPA-7339      | Casa Girbau Estrada (Sant Feliu de Guíxols) · Vegeu més fotos d'aquest monument · Carregueu una nova foto d'aquest monument             |
| El Salvament                              | Nivell B E169 | Eclecticisme XIX (1890)                                     | Sant Feliu de Guíxols Pg. del Fortim                                      | 41° 46′ 48″ N, 3° 02′ 08″ E / 41.779965°N,3.035451°E | IPA-7314      | El Salvament (Sant Feliu de Guíxols) · Vegeu més fotos d'aquest monument · Carregueu una nova foto d'aquest monument                    |
| Nou Casino La Constància                  | Nivell A E170 | Historicisme General Guitart i Lostaló XIX (1890, 1899)     | Sant Feliu de Guíxols Rambla Portalet, 2 - pg. Guíxols, 1                 | 41° 46′ 54″ N, 3° 01′ 56″ E / 41.781671°N,3.032122°E | RI-51-0005023 | Nou Casino La Constància (Sant Feliu de Guíxols) · Vegeu més fotos d'aquest monument · Carregueu una nova foto d'aquest monument        |
| Xalet Roselló                             | Nivell C E172 | S. XX (inicis)                                              | Sant Feliu de Guíxols Passeig Martítim del President Irla, 86             | 41° 46′ 32″ N, 3° 01′ 45″ E / 41.775483°N,3.029218°E | 17160/E172    | Carregueu una nova foto d'aquest monument                                                                                               |
| Asil Surís                                | Nivell B E173 | Modernisme General Guitart i Lostaló XX (1906)              | Sant Feliu de Guíxols C. Sant Bonaventura, 35-53                          | 41° 47′ 14″ N, 3° 01′ 39″ E / 41.787199°N,3.027505°E | IPA-7341      | Asil Surís (Sant Feliu de Guíxols) · Vegeu més fotos d'aquest monument · Carregueu una nova foto d'aquest monument                      |
| Font pública de la plaça del Mercat       | Nivell E E175 | 1859                                                        | Sant Feliu de Guíxols Pl. del Mercat                                      | 41° 46′ 49″ N, 3° 01′ 43″ E / 41.780413°N,3.028662°E | 17160/E175    | Font pública de la plaça del Mercat (Sant Feliu de Guíxols) · Carregueu una nova foto d'aquest monument                                 |
| Mercat cobert                             | Nivell B E176 | Joan Bordàs Salellas XX (1930)                              | Sant Feliu de Guíxols Pl. del Mercat - c. Sant Joan - c. Clavé            | 41° 46′ 50″ N, 3° 01′ 45″ E / 41.780639°N,3.029041°E | IPA-7322      | Mercat cobert (Sant Feliu de Guíxols) · Vegeu més fotos d'aquest monument · Carregueu una nova foto d'aquest monument                   |
| Ajuntament de Sant Feliu de Guíxols       | Nivell B E177 | XX (1944)                                                   | Sant Feliu de Guíxols Pl. del Mercat, 6-9                                 | 41° 46′ 49″ N, 3° 01′ 44″ E / 41.780309°N,3.029013°E | IPA-41097     | Ajuntament de Sant Feliu de Guíxols · Carregueu una nova foto d'aquest monument                                                         |
| Monestir de Sant Feliu                    | Nivell A E180 | Preromànic, romànic, gòtic, barroc X-XI, XII, XIV-XV, XVIII | Sant Feliu de Guíxols Pl. del Monestir                                    | 41° 46′ 49″ N, 3° 01′ 36″ E / 41.780181°N,3.02676°E  | RI-51-0000571 | Monestir de Sant Feliu (Sant Feliu de Guíxols) · Vegeu més fotos d'aquest monument · Carregueu una nova foto d'aquest monument          |
| Font i pont de la riera Tueda             | Nivell E E182 | 1901-1904                                                   | Sant Feliu de Guíxols Pl. de l'Empordà                                    | 41° 47′ 02″ N, 3° 02′ 02″ E / 41.783942°N,3.033819°E | 17160/E182    | Carregueu una nova foto d'aquest monument                                                                                               |
| Casa Badosa                               | Nivell C E183 |                                                             | Sant Feliu de Guíxols Placeta de Sant Joan, 12-18                         | 41° 46′ 55″ N, 3° 01′ 42″ E / 41.78193°N,3.028443°E  | 17160/E183    | Carregueu una nova foto d'aquest monument                                                                                               |
| Claveguera i barana de la riera           | Nivell E E186 | General Guitart i Lostaló XIX (1894)                        | Sant Feliu de Guíxols Rbla. Portalet - c. Major - c. Sant Ramon           | 41° 46′ 56″ N, 3° 01′ 53″ E / 41.782214°N,3.031394°E | IPA-7351      | Claveguera i barana de la riera (Sant Feliu de Guíxols) · Vegeu més fotos d'aquest monument · Carregueu una nova foto d'aquest monument |
| Casa La Campana, antic Hotel Miami        | Nivell B E189 | Modernisme Bernardí Martorell Puig XX (1911)                | Sant Feliu de Guíxols Rbla. del Portalet, 9-11                            | 41° 46′ 55″ N, 3° 01′ 53″ E / 41.781940°N,3.031466°E | IPA-7321      | Casa La Campana (Sant Feliu de Guíxols) · Vegeu més fotos d'aquest monument · Carregueu una nova foto d'aquest monument                 |
| Casa a la rambla Portalet, 14             | Nivell C E190 | Eclecticisme XIX                                            | Sant Feliu de Guíxols Rambla Portalet, 14                                 | 41° 46′ 55″ N, 3° 01′ 54″ E / 41.782048°N,3.031773°E | IPA-7350      | Casa a la rambla Portalet, 14 (Sant Feliu de Guíxols) · Vegeu més fotos d'aquest monument · Carregueu una nova foto d'aquest monument   |
| Casa Cendrós                              | Nivell C E194 | Racionalisme Manuel Ribas i Piera XX (1968)                 | Sant Feliu de Guíxols Rambla Antoni Vidal, 3 - pg. del Mar, 24            | 41° 46′ 51″ N, 3° 01′ 48″ E / 41.780868°N,3.030040°E | IPA-7333      | Casa Cendrós (Sant Feliu de Guíxols) · Vegeu més fotos d'aquest monument · Carregueu una nova foto d'aquest monument                    |
| Casa Traschler                            | Nivell C E233 |                                                             | Sant Feliu de Guíxols C. Hospital, 19-21                                  | 41° 46′ 53″ N, 3° 01′ 39″ E / 41.781495°N,3.027496°E | 17160/E233    | Casa Traschler (Sant Feliu de Guíxols) · Carregueu una nova foto d'aquest monument                                                      |
| Casa en cantonada                         | Nivell E E246 |                                                             | Sant Feliu de Guíxols C. Joan Maragall, 15                                | 41° 46′ 57″ N, 3° 01′ 52″ E / 41.782633°N,3.031228°E | 17160/E246    | Carregueu una nova foto d'aquest monument                                                                                               |
| Casa en cantonada                         | Nivell C E251 |                                                             | Sant Feliu de Guíxols C. Joan Surís, 27-29                                | 41° 47′ 01″ N, 3° 01′ 33″ E / 41.783537°N,3.025850°E | 17160/E251    | Casa al carrer Surís, 27-29 (Sant Feliu de Guíxols) · Carregueu una nova foto d'aquest monument                                         |
| Casa entre mitgeres                       | Nivell C E256 |                                                             | Sant Feliu de Guíxols C. Major, 31                                        | 41° 46′ 55″ N, 3° 01′ 51″ E / 41.782019°N,3.030835°E | 17160/E256    | Carregueu una nova foto d'aquest monument                                                                                               |
| Casa en cantonada                         | Nivell D E259 |                                                             | Sant Feliu de Guíxols C. Major, 43                                        | 41° 46′ 56″ N, 3° 01′ 53″ E / 41.782281°N,3.031316°E | 17160/E259    | Carregueu una nova foto d'aquest monument                                                                                               |
| Casa entre mitgeres                       | Nivell C E262 |                                                             | Sant Feliu de Guíxols Ctra. de Girona, 3                                  | 41° 46′ 57″ N, 3° 01′ 38″ E / 41.782473°N,3.027209°E | 17160/E262    | Carregueu una nova foto d'aquest monument                                                                                               |
| Les Vetlladores                           | Nivell C E268 |                                                             | Sant Feliu de Guíxols C. del Mall, 57-61                                  | 41° 46′ 59″ N, 3° 01′ 31″ E / 41.783065°N,3.025255°E | 17160/E268    | Carregueu una nova foto d'aquest monument                                                                                               |
| Fàbrica del Gas                           | Nivell C E269 | S. XIX                                                      | Sant Feliu de Guíxols C. del Mall, 81-85                                  | 41° 47′ 01″ N, 3° 01′ 28″ E / 41.783549°N,3.024331°E | 17160/E269    | Fàbrica del Gas (Sant Feliu de Guíxols) · Carregueu una nova foto d'aquest monument                                                     |
| Casa entre mitgeres                       | Nivell D E285 |                                                             | Sant Feliu de Guíxols C. del Raig, 6                                      | 41° 46′ 43″ N, 3° 01′ 42″ E / 41.778682°N,3.028444°E | 17160/E285    | Carregueu una nova foto d'aquest monument                                                                                               |
| Casa en cantonada                         | Nivell C E287 |                                                             | Sant Feliu de Guíxols C. de la Rutlla, 8-10                               | 41° 46′ 56″ N, 3° 01′ 45″ E / 41.782163°N,3.029251°E | 17160/E287    | Carregueu una nova foto d'aquest monument                                                                                               |
| Casa en cantonada                         | Nivell D E323 |                                                             | Sant Feliu de Guíxols C. Sant Roc, 26                                     | 41° 46′ 56″ N, 3° 01′ 58″ E / 41.782315°N,3.032679°E | 17160/E323    | Carregueu una nova foto d'aquest monument                                                                                               |
| Casa entre mitgeres                       | Nivell C E325 |                                                             | Sant Feliu de Guíxols C. Santa Teresa, 86-92                              | 41° 47′ 08″ N, 3° 02′ 07″ E / 41.785593°N,3.035259°E | 17160/E325    | Carregueu una nova foto d'aquest monument                                                                                               |
| Font pública de la plaça de Sant Pere     | Nivell E E341 | 1859                                                        | Sant Feliu de Guíxols Pl. de Sant Pere, 5                                 | 41° 46′ 45″ N, 3° 01′ 43″ E / 41.77921°N,3.028642°E  | 17160/E341    | Carregueu una nova foto d'aquest monument                                                                                               |